# Bulbophyllum hiljeae
Bulbophyllum hiljeae là một loài phong lan thuộc chi Bulbophyllum.